# Саламина (острво)
Саламина или Саламис је једно од Саронских острва у Егејском мору у средишњој Грчкој. Саламина са неколико суседних острваца и хриди чини засебну општину у оквиру округа Острва Периферије Атика.
Седиште општине и највеће насеље на острву је истоимени град Саламина на запдној страни острва. Друго по важности насеље и велика лука је Палукија на источној страни.
Саламина је једно од најгушће насељених и најразвијенијих острва у Грчкој захваљујући чињеници да је веома близу Атине (око 20ак км од средишта града) и једино њено предграђе које није на копну.

## Порекло назива
Назив „Саламина“ вероватно је изведен од феничанске речи „салам“ (у преводу: мир), како се спомиње у списима Хомера. Други могући извор речи је име нимфе Саламис.

## Природни услови
Саламина је најсеверније и копну најближе од свих Саронских острва (свега 2 km од Пиреја). Она се налази у Саронском заливу, веома важном за Грчку, јер се ту налзе Атина и Пиреј. Острво је неправилног облика полумесеца и разуђене обале са великим заливом на западној страни. Острво није претерано брдовито, па је питомо и одувек насељено.
Клима на Саламини је средоземна. И зеленило је особено за ову климу. На југу острва пружају се шуме бора.

## Историја
Саламина је вероватно насељена у праисторији од стране људи са оближње Егине, а касније је потпала под власт античке Атине у време Солона. 480. п. н. е. десио се најважнији догађај везан за ово острво - Битка код Саламине између Грка и Персијанаца, завршена у корист првих. Касније значај Саламине опада.
Нови процват Саламине дешава се образовањем савремене Грчке 1830. г. и проглашавањем оближње Атине за нову престоницу. Ускоро Саламина постаје средиште грчке морнарице са чувеном поморском академијом. Ово је допринело просперитету острва, али је узроковало и велико бомбардовање Саламине у Другом светском рату, тачније 23. априла 1941. г. После рата ширењем Атине острво прво постаје место масовне непрописне градње викенд кућа, а касније и сталних кућа досељеника. Ово је у новије време створило бројне тешкоће, посебно загађење морске воде.

## Становништво
По последњем попису из 2001. г. на острву живи преко 38.000 становника, од тога око 10.000 у граду Саламини. Готово целокупно становништво су Грци. Кретање броја становника на острву било је:
- 1981. ст., 25,215
- 1991. ст., 27,582
- 2001. ст., 37,091
- 2007. ст., 38,000 (процена)

## Привреда
Пољопривреда је традиционално занимање острвског становништва, поготово узгајање бадема, винове лозе, маслине. Данас је она у сенци викенд туризма. У прилог туризму иде и добра саобраћајна повезаност острва са копном (2 km дугачак мост). Острво је најчешће одредиште Атињана у слободно време, па је препуно таверни, пансиона, дискотека и других садржаја намењених слободном времену.
Важна делатност је поморство, а на источној страни острва налази се велика лука.